# Kang Ding
 (décembre 2018).
Si vous disposez d'ouvrages ou d'articles de référence ou si vous connaissez des sites web de qualité traitant du thème abordé ici, merci de compléter l'article en donnant les références utiles à sa vérifiabilité et en les liant à la section « Notes et références ».
Geng Ding (庚丁) ou aussi appelé par erreur Kang Ding (康丁). De son nom personnel Zi Xiao (子嚣). Il fut le vingt-cinquième roi de la dynastie Shang. Il a été intronisé à Yin (殷) en -1219. Il régna de -1219 à -1198.